# Länderspiegel
Der Länderspiegel ist ein deutsches Fernsehmagazin des ZDF, welches aus allen 16 Landesstudios in den Landeshauptstädten berichtet. Am 4. Januar 1969 wurde die erste Sendung ausgestrahlt. Laut ZDF liegt der Produktionspreis der halbstündigen Sendung bei ca. 55.000 Euro pro Einheit.
1983 erhielten Gisela Gassner und Hans-Jürgen Haug für den Beitrag Kiel Gaarden: Ein Stadtteil lebt mit seinen Ausländern eine ehrende Anerkennung beim Adolf-Grimme-Preis.

## Inhalt
Die Themen sind unter anderem Politik und Zeitgeschehen. Besonders beliebt ist die Sendung nicht zuletzt durch den „Hammer der Woche“, der ein aktuelles Thema besonders thematisiert, sodass der Zuschauer zur kritischen Auseinandersetzung mit dem Thema angeregt wird und durch den „Rückspiegel“, der am Ende der Sendung die Woche satirisch Revue passieren ließ. Ein weiterer fester Bestandteil ist seit 2011 die „Deutschlandreise“. Hierbei wird in jeder Sendung zufällig aus einem vorher festgelegten Bundesland eine Region bestimmt, in dem der jeweilige Reporter des Landesstudios eine Reise unternimmt.
Der Länderspiegel wird jeden Samstag um 17:05 Uhr ausgestrahlt, die Wiederholung am darauf folgenden Sonntag um 10:30 Uhr auf Phoenix.

## Moderation

### Aktuell
- seit 2000: Ralph Schumacher
- seit 2012: Yve Fehring

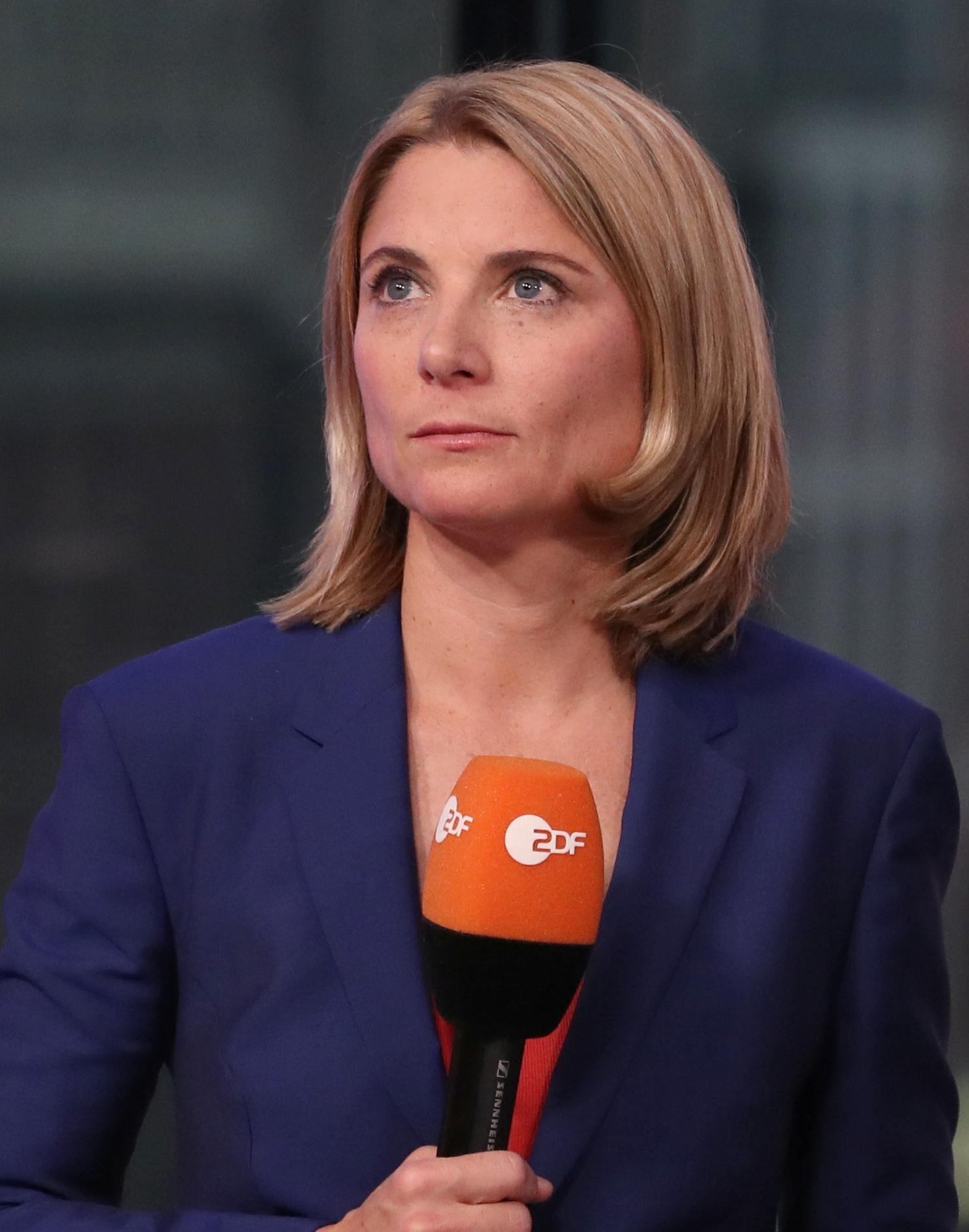
Yve Fehring (2019)

- seit 2012: Andreas Klinner (Vertretung)

### Ehemalig
- 1969–1971: Karlheinz Rudolph
- 1972–1978: Günter Rupp
- 1974/1975: Norbert Harlinghausen
- 1977–1981: Hans-Heiner Boelte
- 1977–1983: Horst Schättle
- 1978/1979: Ute Reichert-Flögel
- 1978–1988: Werner Doyé
- 1981–1988 und 1992–2000: Helmut Schimanski
- 1982–1986 und 1988–1992: Klemens Mosmann
- 1983–1988: Klaus Bresser
- 1984–1987: Wolfgang Herles
- 1988–1991: Klaus-Peter Siegloch
- 1988–1992: Peter van Loyen
- 1991/1992: Kristina Hansen
- 1992–1998: Gaby Dietzen
- 1997–2000: Ralf Zimmermann von Siefart
- 2004–2011: Isabelle Tümena
- 2021: Ralph Szepanski
- 2000–2005, 2023–2024: Antje Pieper